# Darrell Issa
Darrell Edward Issa (ur. 1 listopada 1953 w Cleveland) – amerykański polityk, członek Partii Republikańskiej i kongresman ze stanu Kalifornia (2001-2019 i od 2021).